# Костандово
Вижте пояснителната страница за други значения на Костандово.
Коста̀ндово е град в Южна България, област Пазарджик, община Ракитово.

## География
Костандово се намира в планината Родопи. Разположен е в Чепинската котловина. Той е сред 3-те населени места в състава на община Ракитово – град Ракитово, град Костандово и село Дорково. Намира се на 11 км от Велинград и на 4,7 км от общинския център Ракитово.

## История
Край Костандово са открити останки на три късноантични църкви – в местността Гробище (действала и през Средновековието), в местността Черковище и в местността Рангела (строена през V-VI век и действала и през Средновековието). 
Костандово е сред най-старите селища в Чепинската котловина. Отбелязано е най-рано в документ от 1515 г. Запазено е сведение за него в летописа на поп Методи Драгинов от 1666 г. На 5 септември 2003 г. е взето решение № 615 селото да бъде обявено за град.

## Население
През 1515 г. e имало 87 домакинства и вдовица. Според Стефан Захариев към 1850 година в Костандово (Костантово) има 80 българо-мохамедански къщи с 270 жители българо-мохамедани. 
По данни на ГРАО към 15 юни 2023 г. в града живеят 4360 души по настоящ адрес и 4529 души по постоянен адрес.

## Религии
През 1515 г. в селото е имало само 1 мюсюлманин. Днес жителите на Костандово изповядват ислямска и християнска религия.

## Икономика
Намиращите се в района производствени фирми осигуряват добра заетост на населението. Основен поминък е обработката на хмел и дървесина. Там се намира единствената на Балканите фабрика за хмелов гранулат. Там се намира и единствената фабрика в Европа, която произвежда персийски килими. Има 23 дърводелски фирми, парфюмериен, килимарски, шивашки, бояджийски и тухларски цехове.
Обслужва се от железопътна гара Костандово (на теснолинейката Добринище – Септември), намираща се на територията на община Велинград.

## Обществени институции
- Кметство град Костандово
- ОУ „Неофит Рилски“

Основано е през 1906 г. Материално-техническата база е много добра. Ползва 3-етажна сграда с 28 класни стаи, оборудвани кабинети по биология, химия, физика, музика и изобразително изкуство. За провеждане на часовете по труд и техника училището разполага с учебни работилници по дървообработване и металообработване, както и специализирани кабинети по готварство и техническо чертане. Училището е с добра открита и закрита спортна база – физкултурен салон, игрища за волейбол, баскетбол, футбол и тенис корт. Разполага с модерно оборудван компютърен кабинет. Училищната сграда се отоплява чрез локално парно отопление на течно гориво.
В ОУ ”Неофит Рилски” се обучават над 500 ученици от I до VII клас на една смяна до обяд. След обяд са организирани самоподготовка, активен отдих и занимания по интереси в 7 полуинтернатни групи от I до VII клас. В училището работят 41 квалифицирани преподаватели, от които 17 магистри, 7 бакалаври и 17 специалисти. Училището предлага за изучаване един чужд език – английски, за който разполага с правоспособни преподаватели – 2 магистри (по английски).
Извънкласните дейности са организирани в различни форми на СИП – по предмети от ОЗП, както и СИП по приложни изкуства и Детски фолклорен ансамбъл. Училищното Настоятелство осигури и провеждането на СИП по 6 вида спорт – волейбол, футбол, баскетбол, лека атлетика, тенис на корт и спортни игри за учениците от I – IV клас.
Училищното настоятелство е регистрирано по ЗЮЛСЦ и се превръща в дейна организация, в която членуват 16 родители. Сдружението участва активно в дейността на училището, като спомага да се развият отношенията родител-учител-ученик и благодарение на родителското участие са спечелени 2 проекта към Фондация CRS, София.
Директор на ОУ „Неофит Рилски“ е Юлия Спасова, а заместник директор е Цветелина Йовчева
.

## Забележителности
Костандово разполага с модерна читалищна сграда, библиотека, два фолклорни състава и интернет център. 80% от семействата са телефонизирани.
Тракийското светилище на Хера – „Алков камък“ се намира в едноименната местност, на 2.15 km северозападно по права линия от центъра на град Костандово. Надморска височина: 997 m GPS координати: 42°02’25” С.Ш. и 24°05’41” И.Д. Тръгва се от центъра на гр. Костандово и следвайки маркировката през млади борови гори се стига до местността Алков камък 50 – 60 мин.
- Алкови скали

## Редовни събития
В гр. Костандово празникът на църквата „Св. Константин и Елена“ 21 май е превърнат в празник на града. Наред с традиционните фолклорни изяви на местния ансамбъл за автентичен фолклор и гостуващите състави от региона се провеждат и спортни състезания и детски програми.

## Други
В Костандово има минерален басейн. Неговата вода има лечебни свойства, влияе благоприятно за хидратацията на кожата и спомага за лечението на много вътрешни и бъбречни болести.